# Agylla semiobsoleta
Agylla semiobsoleta là một loài bướm đêm thuộc phân họ Arctiinae, họ Erebidae.